# Пухаантубани
Пухаантубани (груз. ფუხაანთუბანი) — село в Грузии, в Горийском муниципалитете края Шида-Картли, в общине Атени.

## Расположение
Расположено на берегу реки Тана, на высоте 730 метров над уровнем моря. Отдалено на 12 километров от города Гори.

## Население
По результатам официальной переписи населения 2014 года в Пухаантубани проживало 56 человек (29 мужчин и 27 женщин).
| Год  | Численность, человек |
| ---- | -------------------- |
| 2002 | 113                  |
| 2014 | ▼ 56                 |